# Kommunalwahlen in Hessen 1993

Wappen des Landes Hessen

Die Kommunalwahlen in Hessen 1993 fanden am 7. März 1993 statt. Im Vergleich zur Wahl 1989 sank die Wahlbeteiligung um 6,8 %. Als stärkste kommunale Kraft ging die SPD Hessen aus der Wahl hervor, sie lag 5,6 % vor den Christdemokraten, brach aber gegenüber der letzten Wahlen ein. Mit 7,4 % Stimmenzuwachs waren Die Republikaner am erfolgreichsten.

## Wahlrecht
Alle fünf Jahre werden in Hessen Kommunalvertretungen gewählt. Dazu gehören die Wahl der Kreistage, Stadtverordnetenversammlungen und Gemeindevertretungen sowie der Ortsbeiräte. Daneben wurden die Mitglieder des Verbandstag des Umlandverbandes Frankfurt bestimmt.
Rechtsgrundlage für die Wahl war das Hessische Kommunalwahlgesetz in der Fassung vom 19. Oktober 1992.

## Ausgangssituation
Die letzten Meinungsumfragen sahen leichte Verluste der SPD, Gewinne der Grünen, Verluste der CDU und eine stabile FDP.
Besondere Aufmerksamkeit erhielt die Wahl in Frankfurt am Main. Dort hatte Oberbürgermeister Volker Hauff (SPD) mitten in der Wahlperiode aufgrund der heftigsten Flügelkämpfe in der Frankfurter SPD resigniert und wurde durch Andreas von Schoeler (SPD) ersetzt.

## Wahlergebnisse

### Kreiswahlen
Bei der Wahl in den Kreisen und kreisfreien Städten ergaben sich folgende Ergebnisse:
Es waren 3.361.350 Bürger wahlberechtigt. Die Zahl der Wähler betrug 2.433.145 was einer Wahlbeteiligung von 72,4 % entsprach. 2.351.682 Stimmen waren gültig (96,7 %). Zusammen waren 1581 Mandate zu vergeben.
| Partei        | Ergebnis | in %   | Veränderung |
| ------------- | -------- | ------ | ----------- |
| SPD           | 882.038  | 37,5 % | - 7,6 %     |
| CDU           | 749.993  | 31,9 % | - 2,6 %     |
| GRÜNE         | 228.785  | 10,2 % | + 1,6 %     |
| REP           | 192.097  | 8,2 %  | + 7,4 %     |
| FDP           | 114.658  | 4,9 %  | - 1,0 %     |
| NPD           | 18.684   | 0,8 %  | - 0,1 %     |
| ÖDP           | 6067     | 0,3 %  | - 0,3 %     |
| PBC           | 2686     | 0,1 %  | + 01 %      |
| Liga          | 593      | 0,0 %  | ±0 %        |
| Die Blauen    | 1457     | 0,0 %  | ±0 %        |
| Wählergruppen | 144.624  | 6,1 %  | + 2,1 %     |

### Gemeindewahlen
Bei der Wahl in den Gemeinden ergaben sich folgende Ergebnisse:
Es waren 3.351.922 Bürger wahlberechtigt. Die Zahl der Wähler betrug 2.429.235 was einer Wahlbeteiligung von 72,5 % entsprach. 2.330.981 Stimmen waren gültig (96,0 %). Zusammen waren 13.079 Mandate zu vergeben.
| Partei        | Ergebnis | in %   | Veränderung |
| ------------- | -------- | ------ | ----------- |
| SPD           | 887.633  | 38,1 % | - 6,1 %     |
| CDU           | 747.348  | 32,1 % | - 1,1 %     |
| GRÜNE         | 161.583  | 6,9 %  | + 1,1 %     |
| FDP           | 101.528  | 4,4 %  | + 0,4 %     |
| REP           | 30.953   | 1,3 %  | + 1,2 %     |
| DKP           | 1892     | 0,1 %  | - 0,4 %     |
| NPD           | 7321     | 0,3 %  | - 0,2 %     |
| ÖDP           | 1700     | 0,1 %  | ±0 %        |
| PBC           | 197      | 0,0 %  | ±0 %        |
| Die Blauen    | 381      | 0,0 %  | ±0 %        |
| DHP           | 232      | 0,0 %  | ±0 %        |
| Naturgesetz   | 59       | 0,0 %  | ±0 %        |
| Wählergruppen | 390.154  | 16,7 % | + 5,3 %     |

### Umlandverband Frankfurt
Für die Wahl zum Verbandstag des Umlandverbandes Frankfurt waren 1.072.118 Menschen wahlberechtigt, die Zahl der Wähler betrug 756.939. Die Wahlbeteiligung lag bei 70,6 %. 26.568 Stimmen (3,5 %) waren ungültig.
| Partei        | Ergebnis | in %   | Mandate |
| ------------- | -------- | ------ | ------- |
| CDU           | 252.834  | 34,6 % | 38      |
| SPD           | 212.916  | 29,2 % | 32      |
| GRÜNE         | 117.845  | 16,1 % | 17      |
| REP           | 73.143   | 10,0 % | 11      |
| FDP           | 46.564   | 6,4 %  | 7       |
| DVU           | 7889     | 1,1 %  | ./.     |
| NPD           | 2712     | 0,4 %  | ./.     |
| ÖDP           | 8004     | 1,1 %  | ./.     |
| Wählergruppen | 8464     | 1,2 %  | ./.     |

Für die Ergebnisse in ausgewählten hessischen Städten siehe:
- Darmstadt
- Frankfurt am Main
- Fulda
- Kassel
- Offenbach am Main
- Wiesbaden